# 举水乡
举水乡，是中华人民共和国浙江省丽水市庆元县下辖的一个乡镇级行政单位。

## 行政区划
举水乡下辖以下地区：
月山村、照田村、杉源村、地虎坑村、大丘村、黄山村、国坪村、择树坑村、荐坑村、门林村、落岭村、丰岭村、庄徐村、后坑村、蔡地村和龙井面村。